# فرانك دوف
فرانك دوف (بالإنجليزية: Frank Dove)‏ (3 سبتمبر 1897 – 10 فبراير 1957) هو ملاكم من المملكة المتحدة راحل، مثّل بلاده في الألعاب الأولمبية الصيفية 1920.

## روابط خارجية
فرانك دوف على موقع أوليمبيديا (الإنجليزية)
- فرانك دوف على موقع اللجنة الأولمبية البريطانية (الإنجليزية)